# Madaras
Pour les articles homonymes, voir Mădăraş.
Madaras est un village et une commune du comitat de Bács-Kiskun en Hongrie.